# Gjunduz Mamedov
Gjunduz Ajdinovič Mamedov (rojen 26. oktobra 1974) je ukrajinski odvetnik in borec za človekove pravice, rojen v Azerbajdžanu, od 22. avgusta 2016 je bil tožilec Avtonomne republike Krim in je bil tudi namestnik generalnega tožilca Ukrajine od 18. oktobra 2019 do 21. julija 2021. V svojem položaju kot tožilec Avtonomne republike Krim je nasprotnik uradu generalnega tožilca Republike Krim, ki je enakovreden položaj v ruski Republiki Krim . Zaradi priključitve Krima s strani Ruske federacije Mamedov nima možnosti izvajanja oblasti nad Krimom. Mamedov je tudi preiskoval ruske sile v rusko-ukrajinski vojni zaradi vojnih zločinov.

## Zgodnje življenje in kariera
Gündüz Aydın oğlu Məmmədov se je rodil 26. oktobra 1974 v mestu Ganja v takratni Azerbajdžanski Sovjetski Socialistični republiki Sovjetske zveze . Leta 1996 je diplomiral iz prava na univerzi v Odesi. Leta 2013 je diplomiral na Narodni ekonomski univerzi v Odesi .
Mamedova kariera se je začela leta 1996. Delal je kot pomočnik tožilca na tožilstvu Primorskega okrožja v Odesi, kasneje pa je postal prvi namestnik okrajnega tožilca. Od leta 2012 do 2013 je delal na tožilstvu regije Kijev . Leta 2013 je delal kot glavni znanstveni delavec Oddelka za raziskave boja proti kriminalu na Znanstveno-raziskovalnem inštitutu Akademije državnega tožilstva Ukrajine. Od decembra 2013 do julija 2014 je bil tudi vodja preiskovalnega oddelka tožilstva za okolje Dneper.
Julija 2014 je bil Mamedov ponovno imenovan za tožilca v Odesi. Od decembra 2015 je Mamedov delal kot namestnik tožilca v regiji Odesa . Med delom v Odesi se je ukvarjal z odmevnimi zadevami; zlasti se je aktivno boril proti distribuciji narkotičnih substanc v organih pregona, za razkrivanje korupcijskih shem in iger na srečo ter aretiral kriminalno združbo, ki je dve leti izvajala rope, izsiljevanje in druga dejanja.
22. avgusta 2016 je bil Mamedov imenovan za tožilca Avtonomne republike Krim. Kot tožilec si je prizadeval zbrati dokaze o ruskih vojnih zločinih na Krimu z namenom, da jih pripelje na Mednarodno kazensko sodišče. Pozval je k izročitvi Ukrajini ljudi, vpletenih v priključitev Krima Ruski federaciji, natančneje Natalijo Poklonskajo.
Mamedov je trdil, da so ruske oblasti zagrešile vojne zločine in zločine proti človeštvu. Ruske oblasti je obtožil kraje več kot 4000 predmetov, kar je skupaj 60,2 milijarde ukrajinskih grivn (približno 2 milijardi ameriških dolarjev leta 2022).
Med delom tožilca so bile določene usmeritve dejavnosti kazenskega pregona Krima v celinski Ukrajini, organizirano delo z Mednarodnim kazenskim sodiščem, vzpostavljeno sodelovanje z nevladnimi organizacijami ter preiskava kazenskih postopkov zoper nacionalno varnost in vojnih zločinov med se je razvila rusko-ukrajinska vojna . Te poteze so se odražale v Strategiji razvoja dejavnosti tožilstva Avtonomne republike Krim v pogojih začasne zasedbe za obdobje 2019–2021.

## Namestnik generalnega državnega tožilca Ukrajine
18. oktobra 2019 je Mamedova izbral predsednik Volodimir Zelenski za namestnika generalnega tožilca Ukrajine. Delo Mamedova se je še naprej osredotočalo na preganjanje ruskih vojnih zločinov v Ukrajini, vključno z vojno v Donbasu in sestrelitvijo leta 17 Malaysia Airlines leta 2014. Mamedov se je zavzemal za to, da Ukrajina ratificira Rimski statut, pa tudi za priznanje vojnih zločinov po ukrajinski zakonodaji. V intervjuju za Ukrinform je izrazil tudi podporo Zelenskijevim reformam urada generalnega tožilca Ukrajine in jih označil za "zahtevo družbe". 9. aprila 2021 je Mamedov sporočil, da je Mednarodnemu kazenskemu sodišču poslal 19 dokazov o ruskih vojnih zločinih.
V zvezi z ukrajinskimi domačimi vprašanji je bil dejaven tudi Mamedov; pod njim je prvič v zgodovini Ukrajine začel delovati oddelek urada generalnega tožilstva za zaščito otrok žrtev in prič. Vendar pa je 26. julija 2021 Mamedov odstopil s funkcije namestnika generalnega tožilca, navajajoč "namerno ustvarjane težke delovne pogoje" s strani urada generalnega tožilca. Myller, odvetniška družba, ki zastopa Mamedova, je trdila tudi, da je zoper njega vpletena varnostna služba Ukrajine.
Po odhodu s položaja se je Mamedov nadaljeval s preiskavo ruskih vojnih zločinov. Med rusko invazijo na Ukrajino leta 2022 je napovedal, da v Haag pošilja informacije o vojnih zločinih, in zagotovil kontakte, prek katerih lahko ljudje pošiljajo informacije.

## Nagrade
- Častni delavec tožilstva Ukrajine
- Zaslužni odvetnik Ukrajine